# پوریسیما
پوریسیما (انگلیسی: Purísima) نام شهری در کشور کلمبیا است.